# Вја Наполи Отел Олидај (Фођа)
Вја Наполи Отел Олидај (итал. Via Napoli Hotel Holiday) је насеље у Италији у округу Фођа, региону Апулија.
Према процени из 2011. у насељу је живело 269 становника. Насеље се налази на надморској висини од 95 м.